# Bisoca, Buzău
Bisoca este satul de reședință al comunei cu același nume din județul Buzău, Muntenia, România.

## Istoric
Prima atestare documentară a localității care apare sub numele Bisovca datează din 5 februarie 1522, când domnitorul Țării Românești Radu de la Afumați a dat în stăpânire printr-un hrisov o suprafață importantă lui Neagu:
„Și la Poduri, împrejur, până la Omșor și până la drumul Bisovcei...”
Mai târziu, în intervalul 1 septembrie 1551-2 iunie 1552, domnitorul Mircea al V-lea Ciobanul dădea printr-un hrisov lui Tatul:
„ca să-i fie ocină în Plațcoe și Merlari și Buciumeni și Biseocă...”
În secolele al XVI-lea–al XVII-lea, pe hotarul actual al Bisocii, existau proprietăți boierești, mănăstirești, precum și oameni liberi. Nu se cunoaște precis care a fost întinderea Bisocii în primele două secole de după atestarea ei, dar la sfârșitul secolului al XVIII-lea, în lucrarea generală a lui F.C. Bouer, acesta notează că Bisseika aparținea județului Buzău, apărând ca un cătun părăsit, iar pe harta de la 1700 a străbunicului lui Constantin Cantacuzino, în poziția actuală a satului nu era trecută nicio așezare. Localitatea apare abia în harta austiacă a lui Spicht Olwist din anii 1790-1791, cu denumirea de Biszonca, iar într-o hartă rusească din 1835, Bisoca apare sub denumirea de Biseveca, împreună cu două sate alăturate.
În 1864, satul Bisoca a devenit reședința comunei Bisoca, dată când apar menționate și 7 din cele 9 sate actuale ale comunei.
În dicționarul lui George Ioan Lahovari, se menționează școala de băieți cu un singur învățător, fondată în 1890.
„Bisoca – munte însemnat, pe hotarul între Buzău și Rm. Sărat; are 973 metri înălțime… Dintr-o coastă a sa : Piatra-Cățelei, este pârâiașul Peceneaga al cărui nume ne amintește de vechii Pecenegi sau Pacinați – popor migrator din familia popoarelor turcice, cari  a trecut în migrațiune prin estul și sud-estul Europei… probabil că tribul Pecenegilor-Bisini să fi lăsat numele muntelui Bisoca, când au trecut pe aici în țara Oltului”—